# راموناس شیشکاوسکس
راموناس شیشکاوسکس (لیتوانیایی: Ramūnas Šiškauskas؛ [rɐˈmû:nɐs ʃɪʂˈkɐ̂ˑʊskɐs] () ؛زادهٔ ۱۰ سپتامبر ۱۹۷۸) یک بازیکن بسکتبال اهل لیتوانی است.
از باشگاه‌هایی که در آن بازی کرده‌است می‌توان به یونیورسو ترویزو، باشگاه بسکتبال زسکا مسکو، و باشگاه بسکتبال پاناتینایکوس اشاره کرد.
وی در مسابقات کشوری و بین‌المللی در مجموع برندهٔ ۱ مدال طلا و ۲ مدال برنز شده‌است.